# 黑灘鄉
黑灘鄉（黑灘公社），是四川省鄰水縣下轄的一個鄉級行政單位。

## 沿革[1]
- 1981年12月，為在一個地區內公社不重名。達縣地區行署將白果人民公社管委會改為黑灘人民公社管委會。1984年1月。根據中共中央體制改革要求．縣委又決定撤銷黑灘人民公管委會。建立黑灘鄉人民政府。1994年并入罈同鎮。

黑灘鄉轄5個村，50個生產隊，分別是
1. 一村，灘口村，有16個生產隊，境內有楊家坪、坪上、高山坪、柏木塘、蓼葉塘、陳家壪、沙灘子、河水壩、灘口等地。
2. 二村，羅家廟村，有14個生產隊，境內有高咀、張家壪、竹林壪、蘇家溝、飛山廟、羅家廟等地。
3. 三村，五洞橋村，有5個生產隊，境內有五洞橋、圓灘、黑灘子等地。
4. 四村，瓜兒灘村，有6個生產隊，境內有曾家壪、氊帽寨等地。
5. 五村，硫磺溝村，有9個生產隊，境內有鍾壪、萬家溝、流水溝、上劉家壩、石家山、岩子洞、李家壪等地。